# Глизе 180
Глизе 180 (также GJ 180) — одиночная звезда в созвездии Эридана. Находится на расстоянии 38 св. лет от Солнца.
Глизе 180 является красным карликом спектрального класса M2V. Масса звезды — 0,39 массы Солнца, радиус — 0,42 радиуса Солнца, температура поверхности — 3562 K.

## Планетная система
Глизе 180 примечательна своей планетной системой, которая включает две экзопланеты: Глизе 180 b и Глизе 180 c. Согласно мнению исследователей из Пуэрто-Рико, оба мира в данной системе могут быть отнесены к категории потенциально жизнепригодных экзопланет.
| Планета | Масса (в M⊕) | Период обращения (в сутках) | Большая полуось (в а. е.) | Эксцентриситет | Год открытия |
| ------- | ------------ | --------------------------- | ------------------------- | -------------- | ------------ |
| b       | 6,4          | 17.38 ± 0.016               | 0.103 ± 0.0008            | 0.11 ± 0.03    | 2014         |
| c       | 8,3          | 24.329 ± 0.014              | 0.129 ± 0.01              | 0.09 ± 0.07    | 2014         |